# Lipno (okres Louny)
Lipno je obec v okrese Louny v Ústeckém kraji. Žije v ní 575 obyvatel.

## Historie
První písemná zmínka o obci pochází z roku 1266.

## Obyvatelstvo
| Obec Lipno        | Obec Lipno | Obec Lipno | Obec Lipno | Obec Lipno | Obec Lipno | Obec Lipno | Obec Lipno | Obec Lipno | Obec Lipno | Obec Lipno | Obec Lipno | Obec Lipno | Obec Lipno | Obec Lipno | Obec Lipno |
|                   | 1869       | 1880       | 1890       | 1900       | 1910       | 1921       | 1930       | 1950       | 1961       | 1970       | 1980       | 1991       | 2001       | 2011       | 2021       |
| ----------------- | ---------- | ---------- | ---------- | ---------- | ---------- | ---------- | ---------- | ---------- | ---------- | ---------- | ---------- | ---------- | ---------- | ---------- | ---------- |
| Obyvatelé         | 1 369      | 1 436      | 1 508      | 1 597      | 1 570      | 1 558      | 1 585      | 992        | 884        | 762        | 604        | 521        | 494        | 466        | 580        |
| Místní část Lipno |            |            |            |            |            |            |            |            |            |            |            |            |            |            |            |
| Obyvatelé         | 588        | 573        | 650        | 710        | 654        | 662        | 697        | 425        | 346        | 327        | 289        | 293        | 266        | 252        | 306        |
| Domy              | 74         | 81         | 86         | 124        | 108        | 125        | 140        | 147        | 106        | 98         | 87         | 125        | 129        | 130        | 133        |

## Obecní správa
Mezi lety 1850–1980 bylo Lipno obcí v okrese Žatec (1850–1950) a později v okrese Louny. Od 1. ledna 1981 do 30. června 1990 patřilo jako část obce k Tuchořicím a od 1. července 1990 jsou opět samostatnou obcí.

### Obecní symboly
Znak a vlajka byly obci uděleny rozhodnutím předsedkyně Poslanecké sněmovny Parlamentu České republiky dne 23. června 2022.

### Části obce
- Drahomyšl
- Lipenec
- Lipno

## Pamětihodnosti
V areálu hospodářského dvora stojí barokní lipenský zámek, který vznikl po roce 1650 přestavbou starší tvrze poškozené během třicetileté války. Od roku 1692 patřil rodu Schwarzenberků, během jejichž přestavby z doby okolo roku 1700 získal svou dochovanou podobu.